# Saint-Christophe-du-Bois
Saint-Christophe-du-Bois är en kommun i departementet Maine-et-Loire i regionen Pays de la Loire i nordvästra Frankrike. Kommunen ligger i kantonen Cholet 3e Canton som tillhör arrondissementet Cholet. År 2022 hade Saint-Christophe-du-Bois 2 843 invånare.

## Befolkningsutveckling
Antalet invånare i kommunen Saint-Christophe-du-Bois
| Referens: INSEE |